# Сакулево
 Тази статия е за селото в Егейска Македония, Гърция,.  За селото в България вижте Секулово.  
Саку̀лево (произношение в местния говор Саку̀льо, на гръцки: Μαρίνα, Марина, до 1928 година Σακούλεβο, Сакулево, катаревуса Σακούλεβον, Сакулевон) е село в Република Гърция, в дем Лерин (Флорина), област Западна Македония.

## География
Селото е разположено край десния бряг на река Сакулева, на 13,7 км североизточно от демовия център Лерин (Флорина), на 9,4 км източно от Долно Клещино (Като Клинес), в северния край на Леринското поле, близо до границата със Северна Македония.

## История

### В Османската империя
В османски данъчни регистри на християнското население от вилаета Филорине от 1626 – 1627 година селото е отбелязано под името Сакулова с 28 джизие ханета (домакинства).
В 1848 година руският славист Виктор Григорович описва в „Очерк путешествия по Европейской Турции“ Секулево като българско село.
В 1861 година Йохан фон Хан на етническата си карта на долината на Вардар отбелязва Сакуленио (Sakuljenio) като смесено българо-албанско село. Според „Етнография на вилаетите Адрианопол, Монастир и Салоника“, издадена в Константинопол в 1878 година и отразяваща статистиката на населението от 1873 година в Сакулево (Sakoulévo) има 250 домакинства с 500 жители българи.
В началото на XX век Сакулево е смесено българо-турско село в Леринска каза. Според статистиката на Васил Кънчов („Македония. Етнография и статистика“) в 1900 в Сакулево има 380 жители българи-християни и 80 жители турци.
На Етнографската карта на Битолския вилает на Картографския институт в София от 1901 година Сакулево е чисто българско село в Леринската каза на Битолския санджак с 42 къщи.
След Илинденското въстание в началото на 1904 година цялото село минава под върховенството на Българската екзархия. По данни на секретаря на екзархията Димитър Мишев („La Macédoine et sa Population Chrétienne“) в 1905 година в селото има 336 българи екзархисти.
Според сръбския географ Боривое Милоевич, преди премахването на османската власт през 1912 г. селото се състои от 52 домакинства, от които 37 къщи на славяни-християни и 15 къщи на турци. При избухването на Балканската война и съюзническите успехи, турците от Сакулево бягат в Лерин.

### В Гърция
През 1912 година през Балканската война в селото влизат гръцки части и след Междусъюзническата война в 1913 година Сакулево попада в Гърция.
По време на Първата световна война в селото е разположена френска полева болница.
При теренната си работа в Южна Македония през 1917 – 1918 г. Боривое Милоевич посещава селото. Милоевич пише в 1921 година („Южна Македония“), че Сакулево има 37 къщи славяни християни и 13 къщи турци. Проучвайки местните родове, ги разделя на староселци и преселници.
- Староселци: Доневци – 4 къщи и Трайче Богое – 1 къща, Линга – 1 къща, Бешлийовци – 2 къщи, Бишкаровци – 3 къщи.
- Преселници: Джулуковци – 2 къщи (дошли от Сович ок.1837 г.), Коте Азуро – 1 къща (дошъл от Сович ок. 1852 г.), Пуфтевци – 6 къщи (дошли от Сливица ок. 1857 г.), Тайевци – 2 къщи (дошли от Рамалия ок. 1862 г.), Ристо Неделко – 1 къща (дошъл от Паралово ок. 1867 г.), Параловци – 2 къщи (дошли от Паралово ок. 1882 г.), Кара Йоан – 1 къща (дошъл от Асаново ок. 1887 г.), Стойче Ярик – 1 къща (дошъл от Асаново ок. 1887 г.), Трайко Сербез – 1 къща (дошъл от Попължани ок. 1892 г.), Васил Марко – 1 къща (дошъл от Асаново ок. 1897 г.), Неделко Рамалиец – 1 къща (дошъл от Рамалия ок. 1902 г.), Кривашия – 4 къщи (дошли от Асаново ок. 1903 г.), Сърбин – 1 къща (дошъл от Рамалия ок. 1904 г.), Ричко – 1 къща (дошъл от Асаново ок. 1904 г.), Найдо Цуце – 1 къща (дошъл от Долно Каленик ок. 1914 г.)[16]

Също така Милоевич установява и наличието на няколко задруги, наричани от местните „друства". Това са къщите на Кара Йоан, Неделко Рамалиец, Сърбиновци и една къща на Джулуковци. Отбелязва че къщите в селото са изградени от кирпич.
В 1928 година селото е прекръстено на Марина. Новото име на селото „Марина“ произлиза от местната местност „Марена чешма“.
През март 1946 година съдът в Лерин съди 40 души от Сакулево за участие в българската паравоенна организация Охрана.
Преброявания
- 1928 - 329 души
- 1951 - 370 души
- 1961 - 373 души
- 1971 - 265 души
- 1981 - 230 души
- 1991 - 266 души
- 2001 - 200 души
- 2011 - 120 души

## Личности
Родени в Сакулево
- Ване Ядров, български революционер
- Васил Дафовски, български революционер
- Георги Стоянов Ричков, български революционер
- Дельо Атанасов Бешлиев[20]
- Илия Страхила, български революционер от ВМОРО
- Ило Марчев, деец на ВМОРО, войвода на селска чета в Леринско по време на Илинденско-Преображенското въстание, част от отряда на Алексо Джорлев, действащ в Каймакчалан[21]
- Лазар Николов, български революционер
- Лазо Дафов Неделков, български революционер
- Ламбо Г. Дафовски, комунист
- Леонида Д. Бешлиевски, комунист
- Менка Кривошиевска, комунист
- Михали Д. Дафовски, комунист
- Никола Параловски (? – 1909), деец на ВМОРО, влиза в организацията в 1901 година, заклет от Марко Лерински и става сакулевски селски войвода[22]
- Пандо Л. Дафовски, комунист
- Петре Бешлиев, български революционер
- Петре Т. Дафовски, комунист
- Ристо Л. Бешлиевски, комунист
- Улян Л. Дафовски, комунист
- Филко Кривошиев, комунист

Починали в Сакулево
- Георгиос Василиу, (1885 – 1927), гръцки революционер, деец на гръцката въоръжена пропаганда в Македония, починал в Сакулево или в Попължани